# Ferrovia San Vito al Tagliamento-Motta di Livenza
La ferrovia San Vito al Tagliamento-Motta di Livenza è stata una linea ferroviaria italiana che si diramava dalla Treviso-Portogruaro, in corrispondenza di Motta di Livenza, per innestarsi a San Vito al Tagliamento, sulla ferrovia Casarsa-Portogruaro. La linea, a semplice binario e non elettrificata, è dismessa.
Fu indicata anche come Casarsa-Motta di Livenza.

## Storia

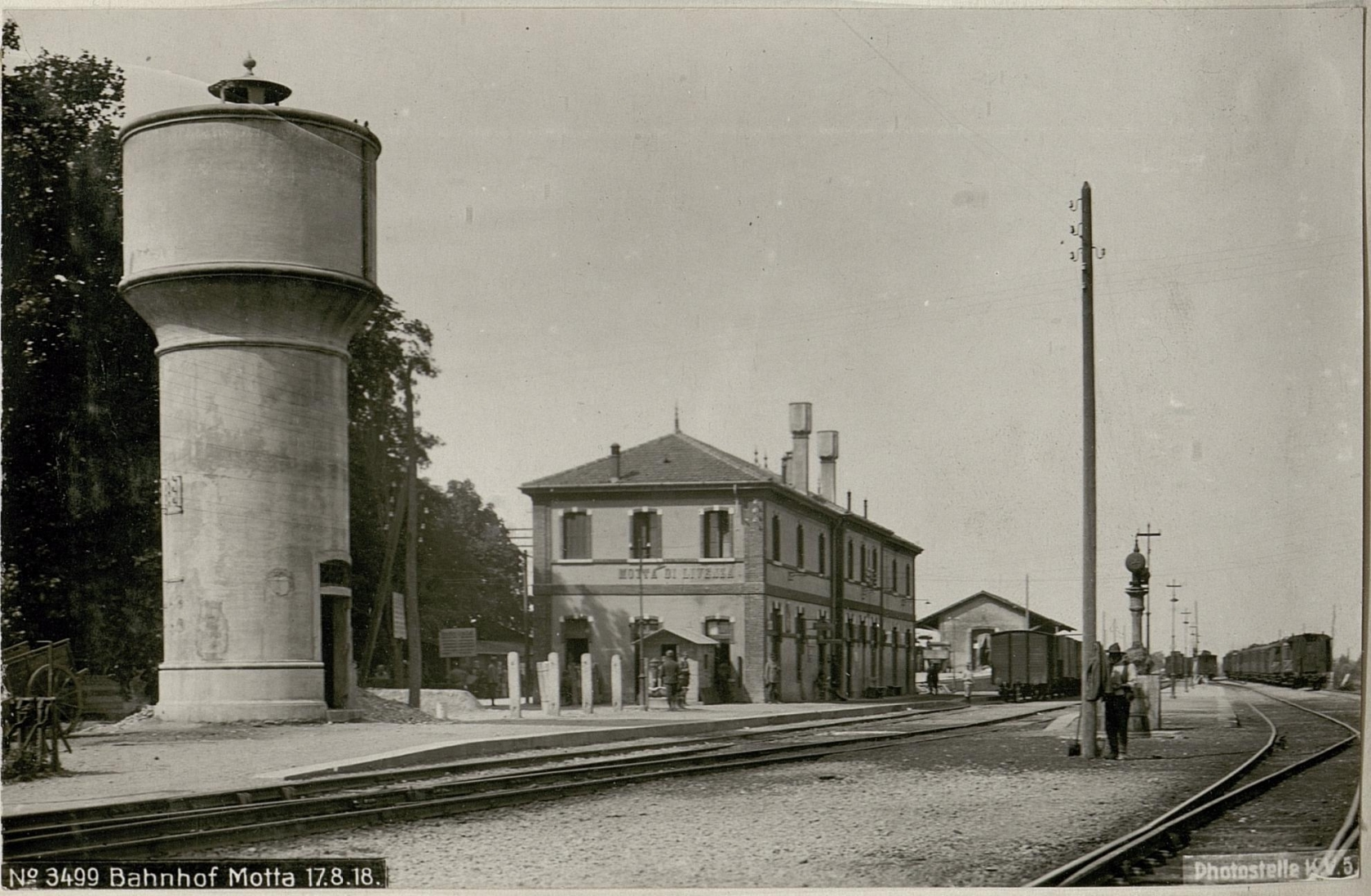
La stazione di Motta di Livenza nel 1918

Fu aperta all'esercizio il 30 giugno 1913 a completamento della Treviso-Motta, come il coevo tronco Motta-Portogruaro, in direzione del Tagliamento e del confine orientale.
La linea ebbe la funzione di collegare l'Opitergino-Mottense (Oderzo e Motta di Livenza) direttamente con la linea per Udine passando dal nodo di Casarsa. Il motivo primario per cui se ne decretò la costruzione fu un'apposita richiesta dello stato maggiore dell'esercito italiano il quale necessitava di una linea ferroviaria per spostare velocemente le truppe lungo la sponda destra del Tagliamento nel caso di un conflitto contro l'Impero austro-ungarico.
Dopo la seconda guerra mondiale, a causa delle distruzioni subite dai ponti sulla Livenza, i quali originariamente erano stati costruiti a doppio binario ed ospitavano i percorsi affiancati delle due linee, le ferrovie per Portogruaro e per San Vito furono riunificate nei primi chilometri dopo Motta, separandosi presso il Bivio Livenza il quale fu posto in piena linea presso il casello al km 38 della linea Treviso-Portogruaro.
Fu danneggiata dall'alluvione del 4 novembre 1966. A causa di questo evento, l'esercizio ferroviario fu dapprima sospeso, quindi riattivato verso la fine del mese, ed infine "sospeso temporaneamente" nel 1967. La riattivazione non fu mai decretata e nel 1987 l'esercizio fu ufficialmente chiuso con Decreto Ministeriale 1.10.1987 n. 107.T. Fino al 1978, tuttavia, fu effettuato un servizio merci in regime di raccordo che veniva svolto da questa ferrovia per l'inoltro di carri nella stazione di Motta di Livenza da San Vito.

### Anni 2000

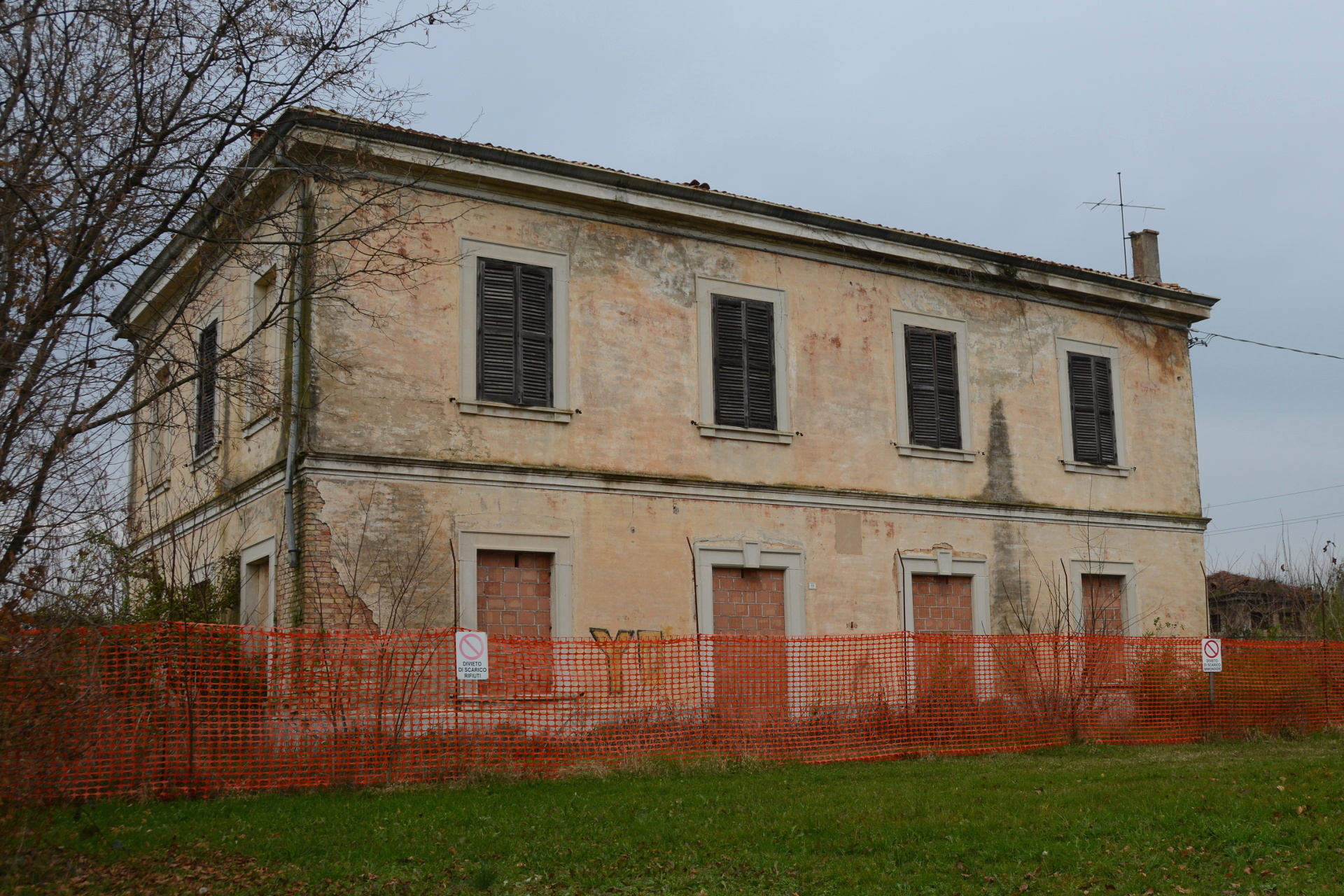
La stazione di Sesto al Reghena nel 2014

Al 2010, la linea risulta ancora armata, sebbene sia oggetto di valutazioni per la sua riqualificazione come pista ciclabile. Una tratta ricadente nel territorio del comune di Annone Veneto è già stata trasformata in pista ciclabile nel 2007, in alcuni tratti in corrispondenza dei passaggi a livello, i binari sono stati ricoperti da asfalto, a Pravisdomini di fronte alla stazione è stata realizzata una rotonda stradale, e vari metri di binari sono stati rimossi. Nelle vicinanze della stazione di Annone Veneto, un casello è stato riconvertito ad abitazione privata e reca chiaramente il nome della stazione che si trova a poche decine di metri, mentre un cartello stradale posizionato nelle vicinanze al 2014 informa ancora che è bene prestare attenzione perché a pochi metri vi è un passaggio a livello privo di barriere.
Numerosi caselli abbandonati ma in buono stato di conservazione si trovano lungo tutta la linea; l'attuale armamento risulta sconnesso in alcuni tratti a causa del deteriorarsi delle traversine in legno.
Nei primi mesi del 2022 è stata completata la rimozione dei binari, effettuata dalla società Livenza Tagliamento Acque (avente sede lungo il tracciato della stessa ex linea ferroviaria).

## Caratteristiche
| Continuation backward |

| Station on track |

| Unknown route-map component "eKRWgl" | Unknown route-map component "exKRW+r" |

| Unknown route-map component "hKRZWae" | Unknown route-map component "exhKRZWae" |

| Unknown route-map component "hKRZWae" | Unknown route-map component "exhKRZWae" |

| Unknown route-map component "eKRWgl" | Unknown route-map component "exKRWg+r" |

| Unknown route-map component "CONTgq" | One way rightward | Unknown route-map component "exSTR" |  |

|  | Unknown route-map component "exSTR" + Unknown route-map component "GRZq" |

|  | Unknown route-map component "exBHF" |

|  | Unknown route-map component "exHST" |

|  | Unknown route-map component "exBHF" |

|  | Unknown route-map component "exBHF" |

| Unknown route-map component "CONTgq" | Unknown route-map component "xABZg+r" |

|  | Station on track |

|  | Continuation forward |

La linea era una ferrovia a binario semplice non elettrificato. Lo scartamento adottato fu quello standard da 1 435 mm. Le stazioni sono situate nelle immediate vicinanze dei centri abitati che dovevano servire. L'unica eccezione risulta essere la stazione di Sesto al Reghena che si trova lontano dal rispettivo centro abitato, a circa un chilometro dalla frazione di Marignana, al termine di una laterale dell'omonima via Stazione.
La lunghezza della linea era di 26,88 km.